# Tusnádfürdő
Tusnádfürdő (románul: Băile Tușnad, németül: Bad Tuschnad) város Romániában Hargita megyében. Országos hírű gyógyfürdő és üdülőhely, a 2011-es népszámláláskor Románia legkisebb népességű városa.

## Fekvése
Csíkszeredától 32 km-re délkeletre, Sepsiszentgyörgytől 35 km-re északra, az Olt két partján fekszik. Kárpitus tartozik hozzá.

## Története
Területe ősidők óta lakott. A Vár-tetőn Erdély egyik legnagyobb, 2 hektár területű vaskori erődítményének sáncai látszanak. A középkorban megfigyelőhely volt, tornyának falai ma is látszanak. A szomszédos Alsó-Sólyomkő sziklacsúcsán állnak Sólyomkő várának romjai.
Tusnádfürdõ alapítása 1842-ben történt. A fürdőtől Csík felé menő út feletti Alvégszurdoka-Tepej nevű sziklaszirten vívták a székelyek utolsó csatájukat Gál Sándor vezetésével 1849. július 5-én a betörő oroszok ellen. A trianoni békeszerződésig Csík vármegye Kászonalcsíki járásához tartozott. A település nevezetes gyógyfürdőhely, hét gyógyforrása van. A székelyek vizét már régóta használták fürdésre. Gyógyfürdőjét 1842-ben alapították egy állítólagos csodás gyógyulás után, 1849-ben a harcok miatt tönkrement, de 1852-ben ittjártakor a császár újjáépítését rendelte el. Rohamos fejlődése 1860 után indult meg. A Mikes-forrás név a fürdőválasztmányi elnök, gr. Mikes Benedek emlékét őrzi, aki saját költségén 1868-ban Ditrich H. Gusztáv zürichi vegyésszel nyolc forrásnak a vizét elemeztette, így ettől számítható a fürdő gyógyhatású borvizeinek tudományos értékelése és hasznosítása. 1890-ben épült meg a Stefánia gyógyintézet, amely 1975-ig volt a fürdő kezelőközpontja.
1900-ban létrehozták a Csukás-tavat, melyet 1928-ban strandfürdővé építettek ki. 1934-ben választották le Nagytusnádtól, 1968-óta város. Nagy szállodái az 1970-es években épültek.
1997 óta itt rendezik a Bálványosi Nyári Szabadegyetemet, amely Bálványosfürdőről költözött ide.
2002-ben 1728 lakosából 1615 magyar és 106 román volt.

## Fürdőélet
Tusnádfürdő a 19. század közepétől kezdett szélesebb körben is ismertté válni. A korábban mocsaras, bozótos, csak a helyiek által használt helyre egy pásztorfiú csodálatos gyógyulása hívta fel a figyelmet. A történet hatására egyre több környékbeli kereste fel Tusnád Alvégi részén található “Beszédmező” forrásait, gyógyulást keresve. A nagy érdeklődést látva 1845-ben a tusnádi Élthes Lajos hat birtokos társával együtt részvénytársaságot alapított. A részvényesek 99 évre kibérelték a négy tulajdonos községtől (Tusnád, Verebes, Kozmás, Lázárfalva) a területet és elkezdték a ma ismert Tusnádfürdő kiépítését. Pár év alatt jelentősen megnövekedett a csíki és a háromszéki részvényesek száma, befektetésük eredményeképpen a telepen számos villa és fogadóház épült a fürdővendégek fogadására. A fejlesztéshez hozzájárult Erdély akkori püspöke, a tusnádi születésű Kovács Miklós is, aki a szegény sorsú betegek számára fogadóházat (Püspökház) építtetett a fürdőtelepen.
Az 1848-49-es forradalom alatt hadszíntérré változott a virágzó fürdőtelep. A harcok által okozott károkat fokozta a helyi lakosok bosszúja, akik sérelmezték hogy elvették tőlük az ingyenes fürdő- és borvíz használatát, ezért felgyújtották a fürdőt. A szájhagyomány szerint 1852-ben Ferenc József császár országjáró körútja során megpihent a fürdőn és mivel megtetszett neki a fenyvesekkel körülvett, borvizekben bővelkedő tusnádi táj, elrendelte a fürdő felújítását. Báró Szentkereszti Zsigmond és gróf Mikes Benedek kezdeményezésére a részvényesek még abban az évben elkezdték a fürdő fejlesztését, újjáépítését. Svájci stílusú villákat építettek az Alvégi-szikla alatt található területen, melyet azután Svájcnak hívtak a helybeliek.

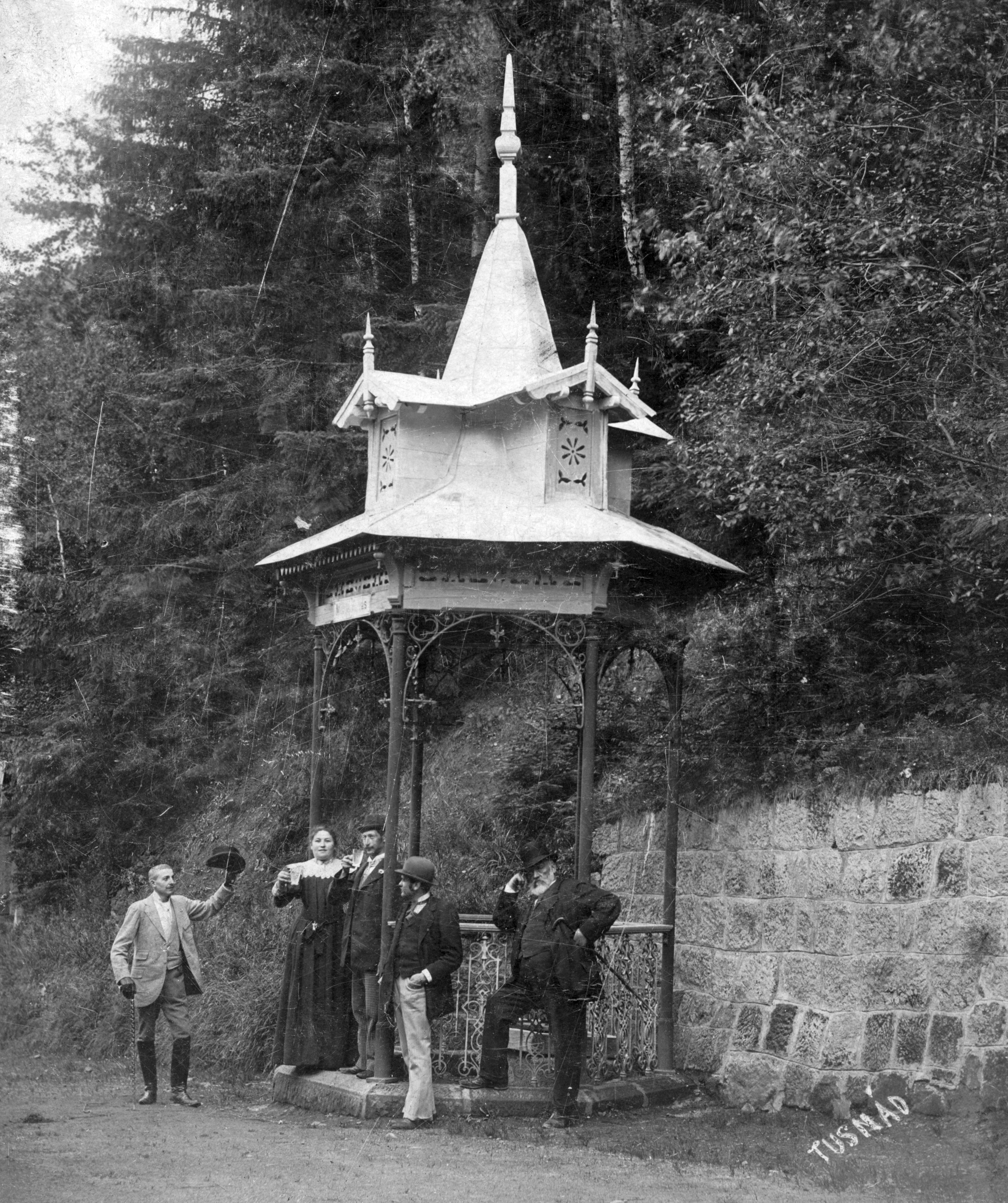
Mikes forrás 1900-ban

1866-ban gróf Mikes Benedek lett a részvénytársaság elnöke. Saját költségén mintákat küldött 8 alkalmasnak talált forrás vizéből a zürichi Dietrich H. Gusztav vegyésznek. A Főkút vagy Őskút vizét a vegyelemzés után palackozni kezdték, a tusnádi ásványvíz nemsokára komoly vetélytársa lett a hazai és a külföldi piacokon a híres borszéki borvíznek. Sajnos a rossz foglalásnak következtében a kút hozama csökkenni kezdett, az 1900-as évek elején a víz palackozást beszüntették. A valaha híres kút helyét ma csak egy opálszínű forráskúp jelzi.
A többi borvízforrást (Ilona- vagy Rezső-forrás, a 3-as számú, gróf Mikes Benedek emlékének tiszteletére elnevezett Mikes-forrás, a 4-es számú, báró Apor Teréz után elnevezett Apor-forrás, az Anna I-, II-források, a Rudi forrás) napjainkban is ismerik és használják. 1880-as évektől a különféle beruházások hatására kivirágzott a fürdőtelep, jelentősen megnőtt a fürdővendégek száma. 1890-ben felépült a Stefánia Gyógyintézet, melyet a legkorszerűbb berendezésekkel szereltek fel az akkori időkben. A gyógyintézet nagy népszerűségnek örvendett és 1975-ig működött a fürdőtelepen. 1893-ban a langyos vizű Rezső forrás fölé épített kétmedencés fürdő szintén nagy népszerűségnek örvendett a fürdővendégek körében. Az 1900-as évek elején az Olt holtágában kialakították a Csukás tavat, a fürdővendégek csónakázásra használták. Az első világháború megállította a település fejlődését, csak az 1920-as években kezdett újra beindulni a fürdőélet. Új villák, kezelőhelyek, sportpályák várták a vendégeket. 1928-ban a Csukás tavat stranddá alakítottak át, a tó északi partján szórakoztató központ épült. A második világháború történései következtében a fürdőtelep fejlődése újból leállt. Az államosítást követően 1948-ban a villák állami tulajdonba kerültek, fokozatosan pusztulni kezdtek. 1968-ban, a megyésítéskor Tusnádfürdőt városi rangra emelték. Ezt követően jelentős állami beruházásokat eszközöltek a fürdőtelepen, mely az országos szakszervezetek egyik fontos üdülőközpontja lett. Az 1970-es években három nagy szállodát és kezelőközpontot építettek. Villanyárammal és fűtéssel látták el a települést, felújították a villákat, kempingtáborokat létesítettek.
A rendszerváltozás után megcsappant a fürdőhely látogatottsága, az épületek kihasználatlansága következtében egyre jobban lepusztult a fürdőváros. A 2000-es évektől kezdődően lassan újra fejlődésnek indult a fürdőtelep. Új szállodákat, panziókat, sportcsarnokot, sípályát építettek, régi épületeket modernizáltak, újítottak fel.
A fürdőváros legújabb fejlesztése a 2013 decemberében beüzemeltetett termálvizes élményfürdő.

## Látnivalók
- A Felső-Sólyomkő nevű sziklaszirten egykori őrtorony maradványai láthatók.

- Határában van a festői Tusnádi-szoros, amely az Alcsíki- és a Háromszéki-medencét köti össze.
- A Csomád-hegység kráterében levő Szent Anna-tó Európa egyetlen természetben megmaradt vulkáni tava. Régi kápolnáját 1765-ben csíki lakosok építették fel. 1775-ben a másik oldalon is épült egy kápolna, mely 1860-ban romba dőlt. 1842-ben a régi is leégett. Mai Szent Anna kápolnája 1977-ben épült, búcsúja július 26-án van.
- A Csomád ikerkráterében a Mohos havasi tőzeglápja terül el.
- Csukás-tó
- Apor-bástya
- Római katolikus temploma az 1929-ben épített kápolna helyére 1982 és 1985 között épült.
- Ortodox temploma 1939 és 1979 között épült.

## Testvérvárosai
- Budapest 18. kerülete, Magyarország
- Harkány, Magyarország
- Jászkarajenő, Magyarország
- Orosháza, Magyarország (1995)
- Bicske, Magyarország
- Tab, Magyarország
- Jánoshalma, Magyarország

## Galéria

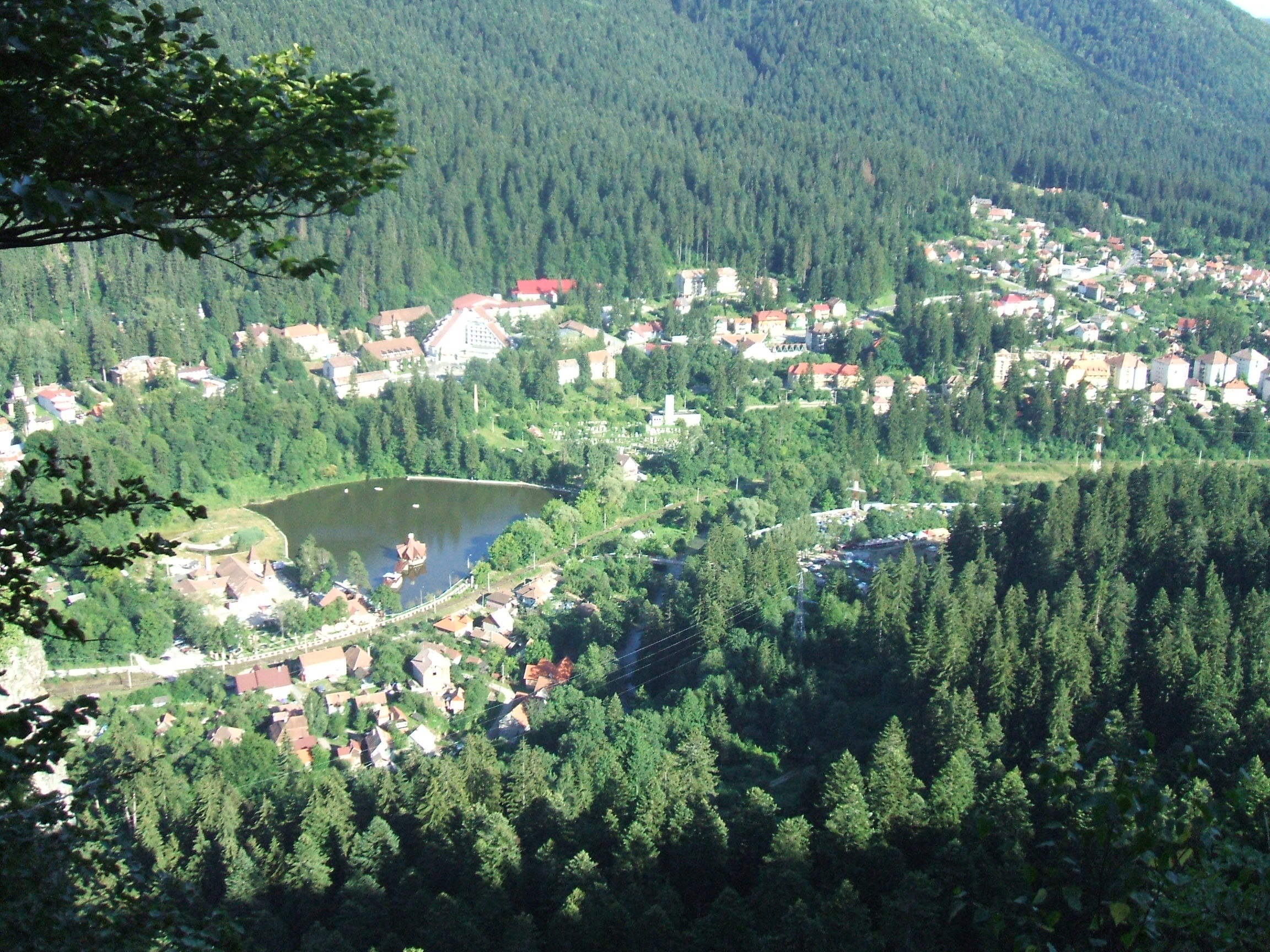
Városközpont a Sólyom-kőről
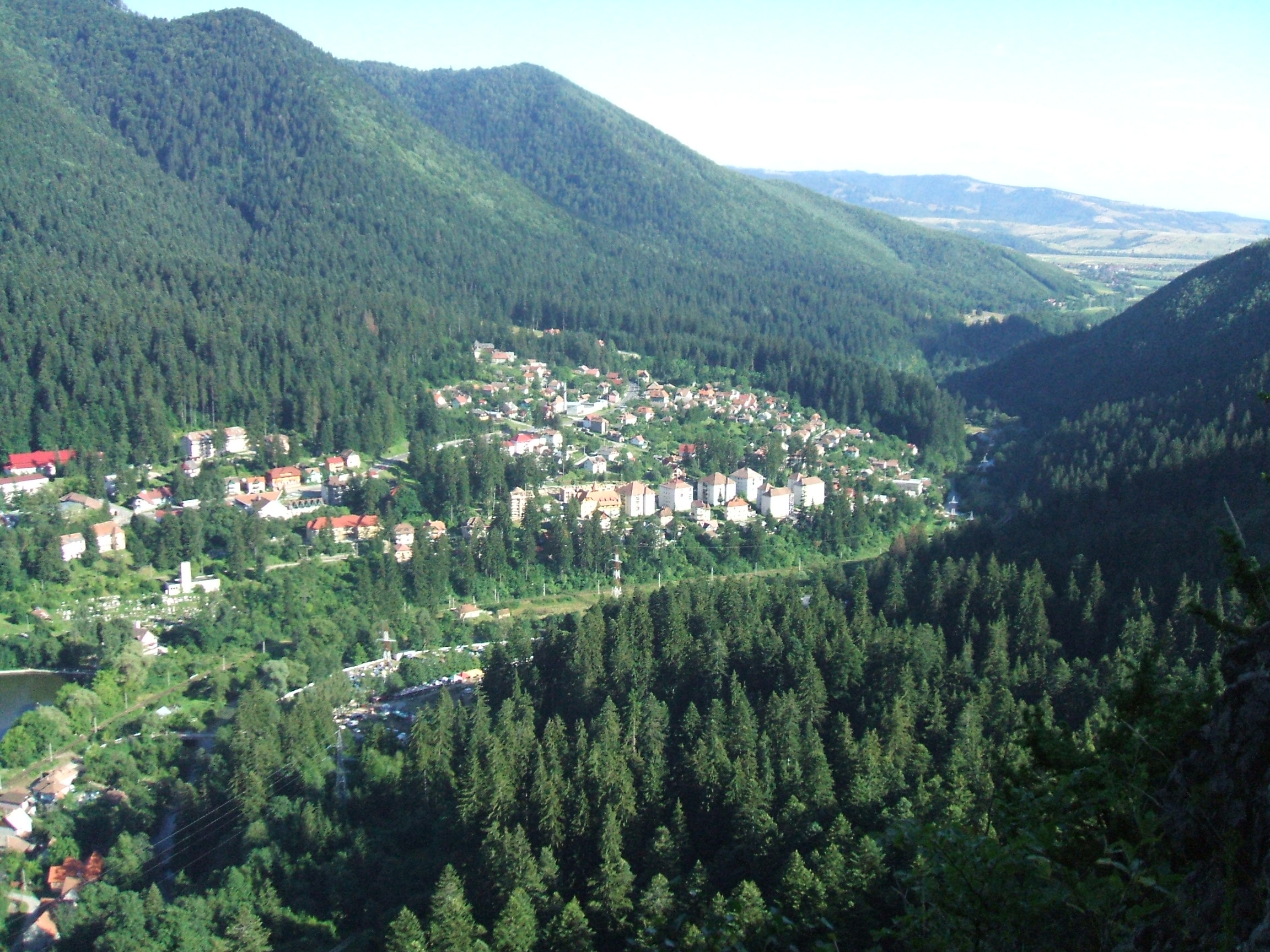
Az Olt völgye
Tusnádfürdő emlékműve
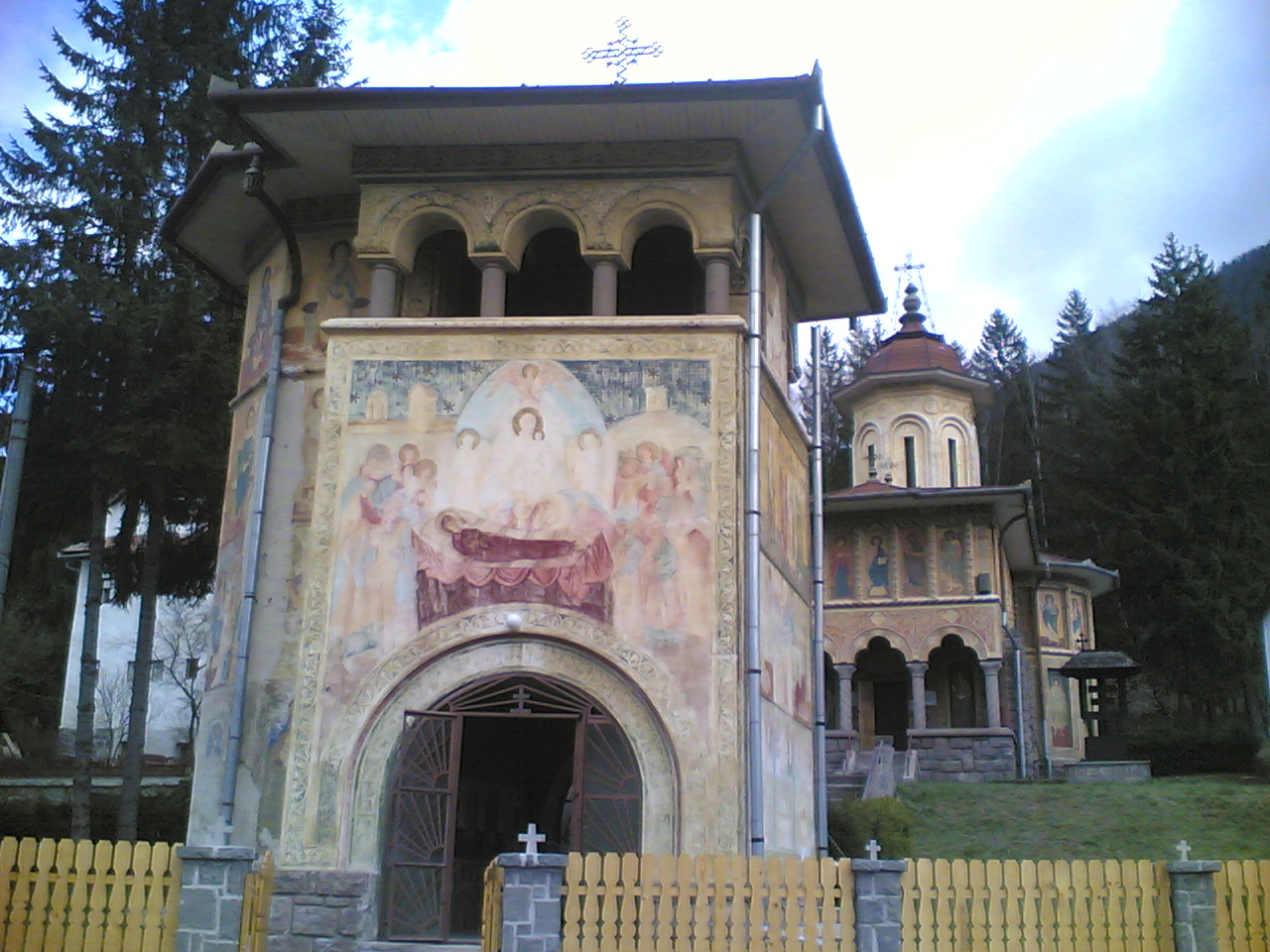
Ortodox templom
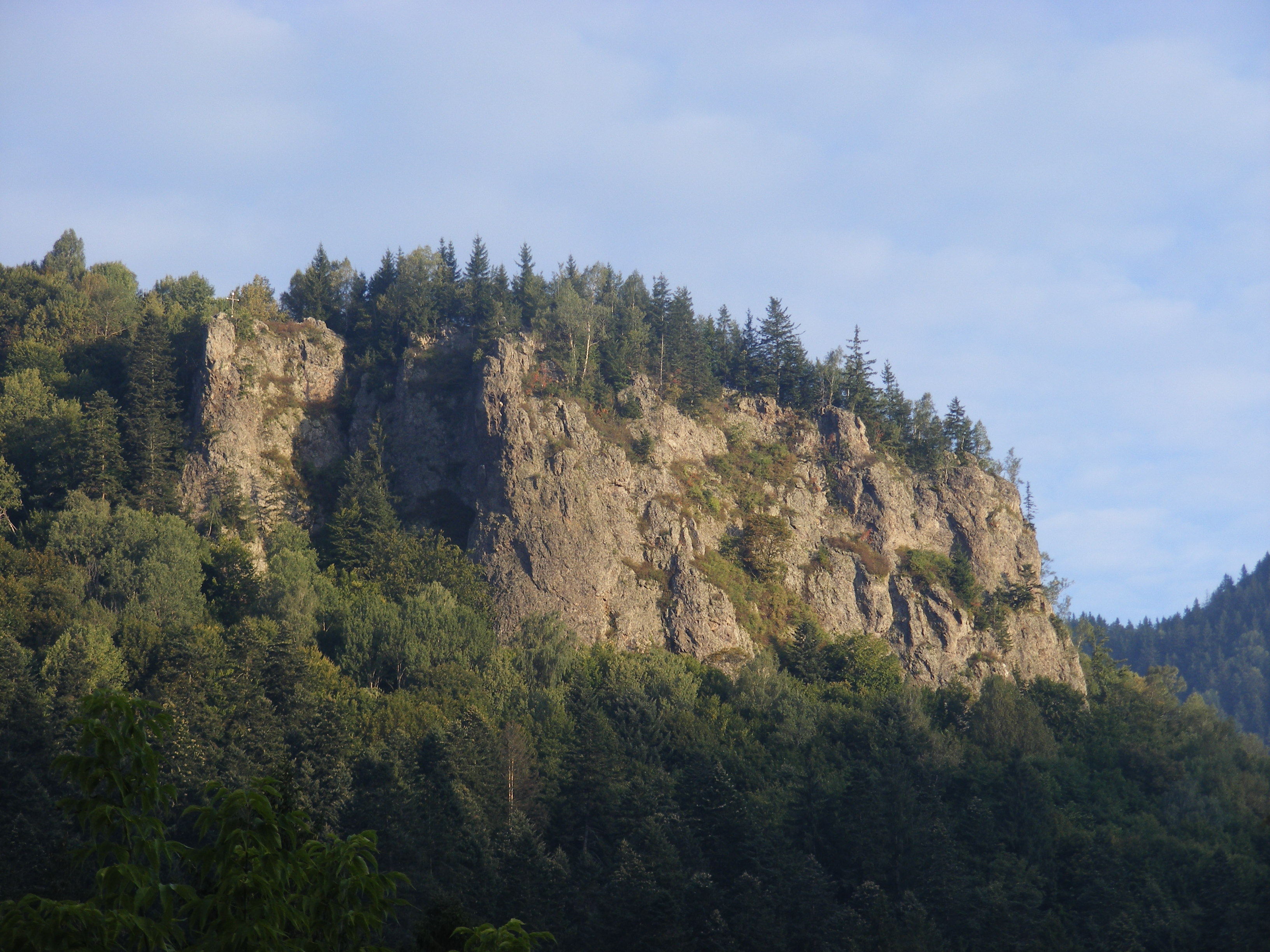
Sólyomkővár romjai
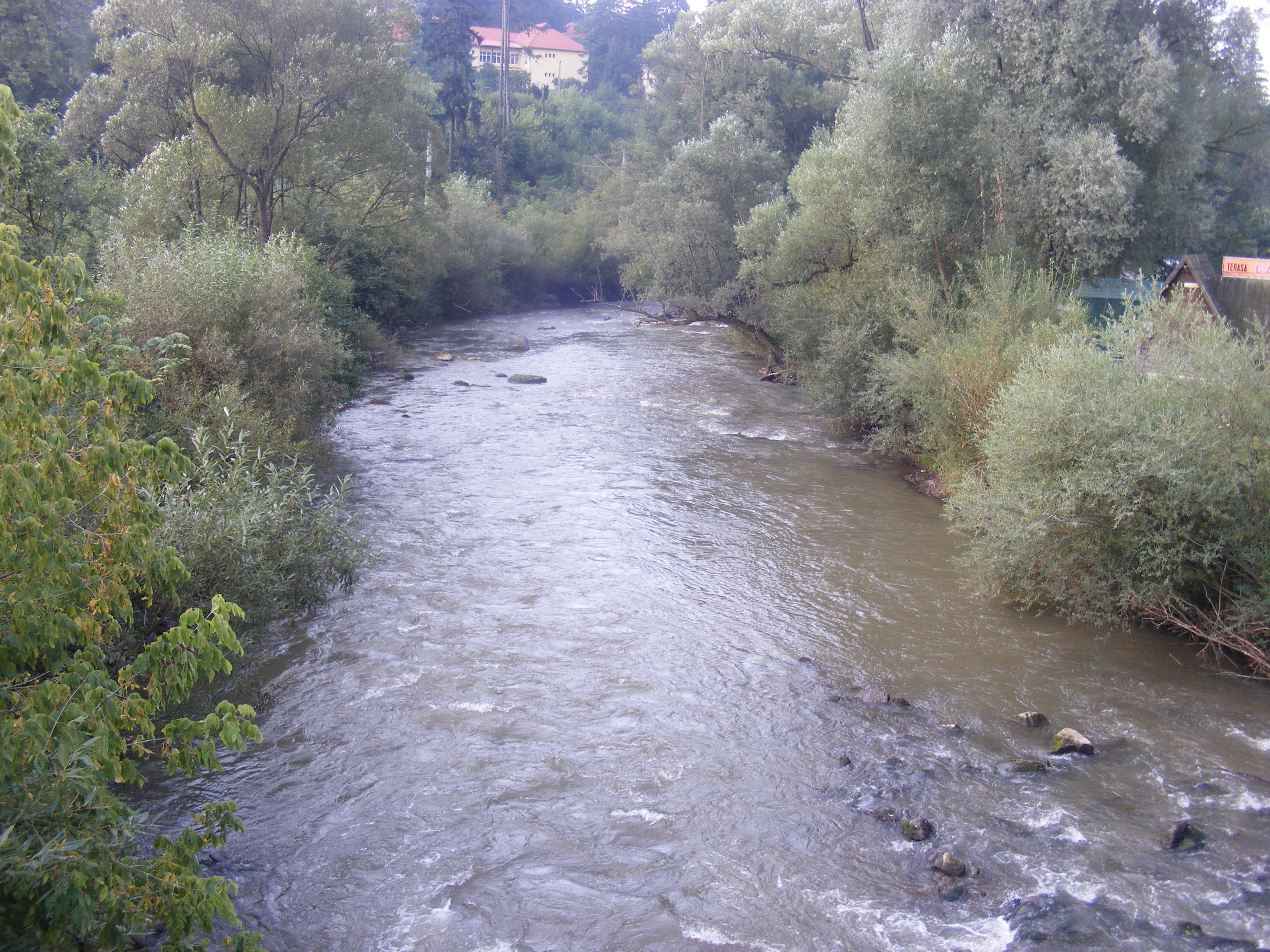
Az Olt folyó
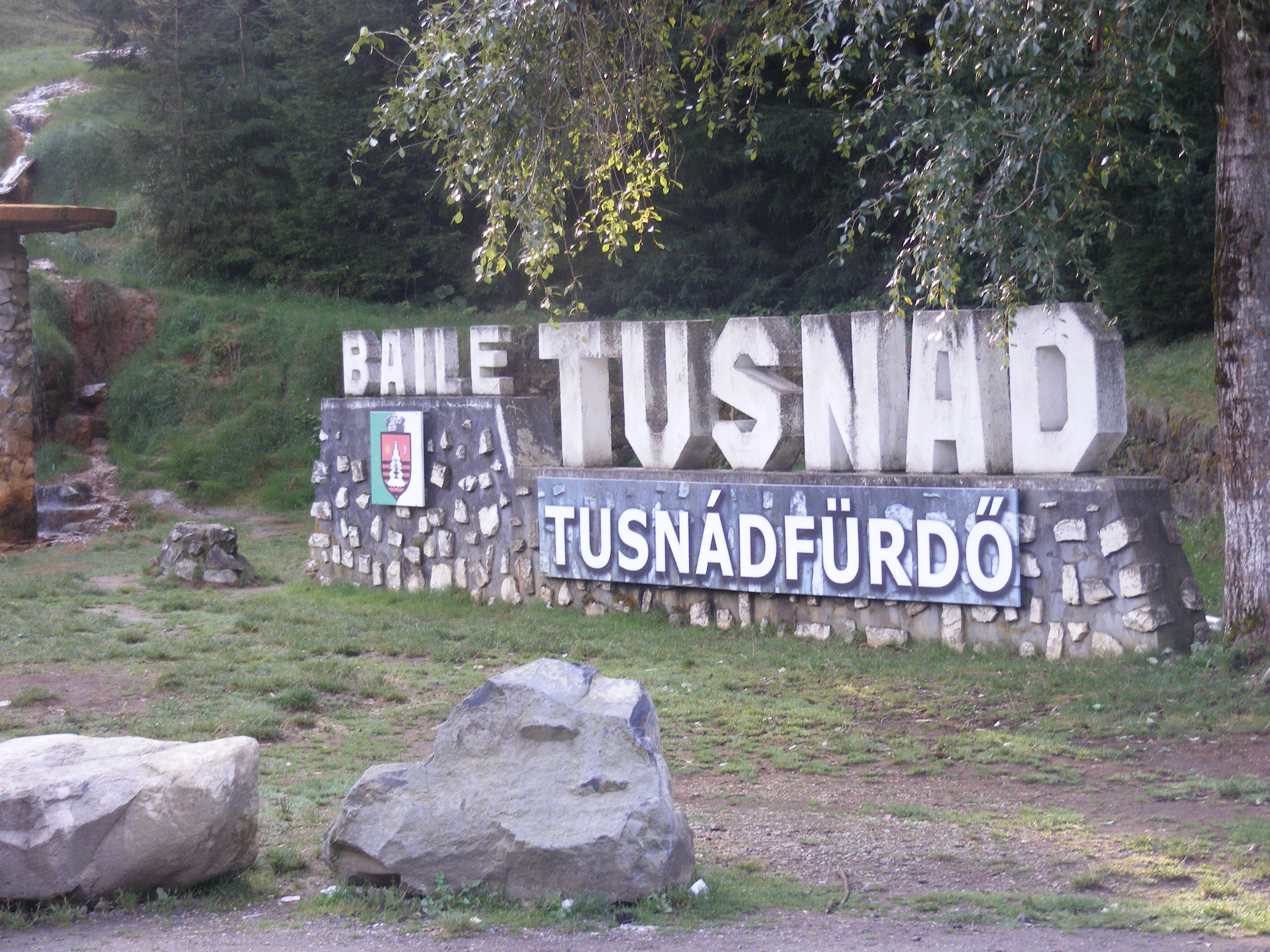
Tusnád
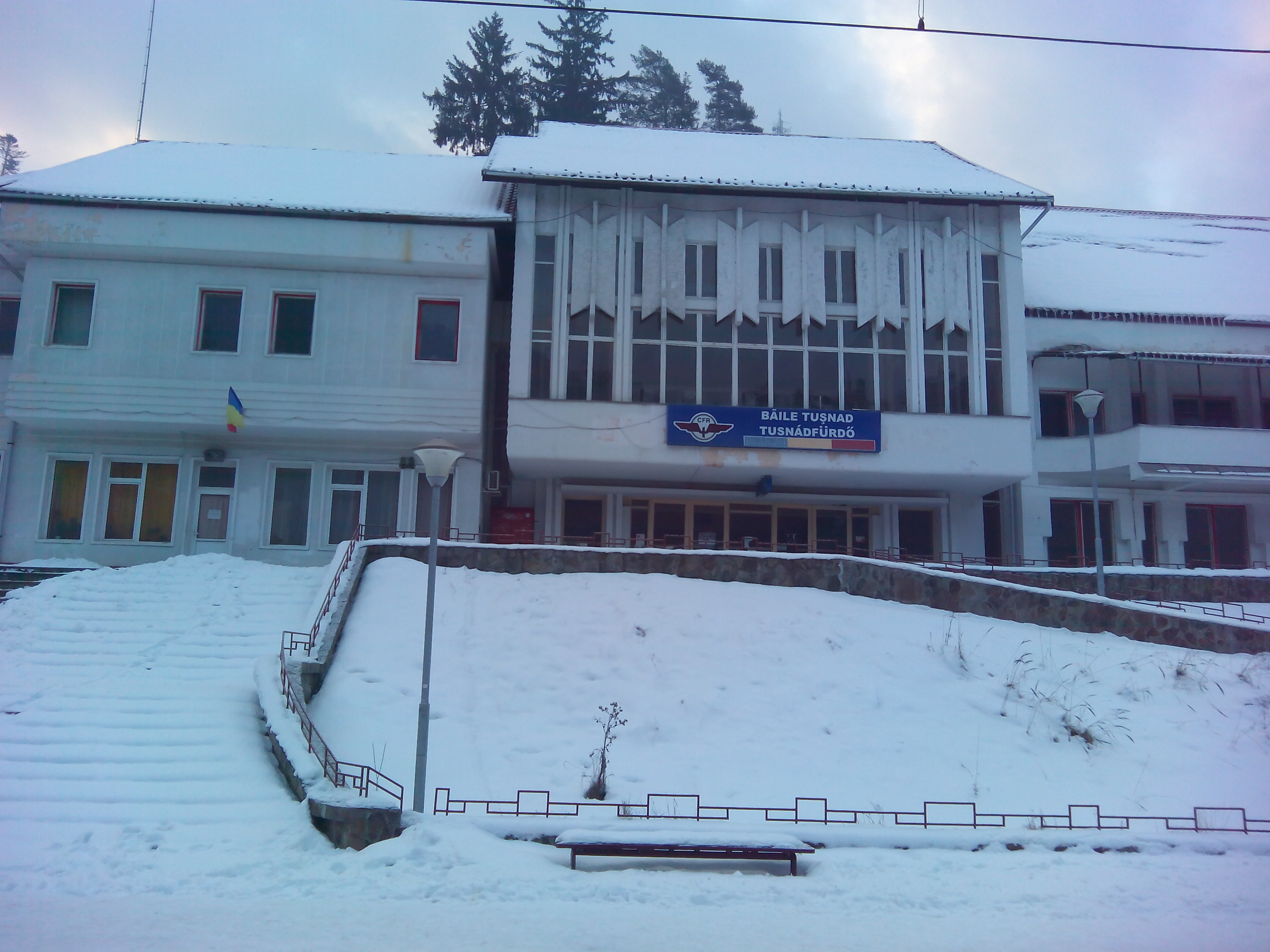
Vasútállomás